# Biblioteca Bellvitge
La Biblioteca Bellvitge forma part de la Xarxa de Biblioteques Municipals de l'Hospitalet de Llobregat. Està situada a la Plaça de la Cultura del barri de Bellvitge. És un espai públic i cultural que dona suport a l'aprenentatge formal, a la formació al llarg de la vida i al foment de la lectura. Resultat d'un projecte de centralització de l'equip cultural, és projectar el 2004 i es va inaugurar el 2006.

## Història
L'octubre del 1970 s'obria una primera biblioteca al barri de Bellvitge, al carrer del Prado, iniciativa de l'Obra Social de la Caixa de Barcelona, amb una superfície de 154 m² i 44 punts de lectura.
Dos anys després, l'abril de 1972, va seguir la Biblioteca Popular de Bellvitge, la cinquena biblioteca popular de la Xarxa de Biblioteques Populars de la Diputació de Barcelona, en un local al carrer de França, que la Caixa d'Estalvis de Sabadell va cedir.
La premsa del moment es va fer ressò de la inauguració:
| «                 | Esto es importante, si y mucho más Bellvitge, que es una zona de crecimiento y debe por tanto disponer de todos los medios necesarios para que su vecindad no sienta el complejo del olvido frente a los demás distritos del centro urbano. En Bellvitge se vive intensamente y por lo tanto merece todas las dotaciones que su complejo exige. | Això és important, sí i encara més perquè és Bellvitge, una zona de creixement que te dret a tot l'equip necessari perquè la població no senti un complex d'oblit davant dels altres districtes del centre urbà. A Bellvitge es viu intensament i, per tant, mereix totes les dotacions que exigeix la zona. | » |
| — La Premsa, 1972 | | |   |

Durant els primers anys la Biblioteca es va integrar en la vida del barri com ara la Setmana Cultural de l'any 1973. S'hi van fer classes de català, aleshores encara clandestines, fins a la fi de la dictadura franquista el 1974, impartides per ciutadans com ara Ramon Fernández Jurado (1914-1984). El 12 de setembre de 1973, la bibliotecària Adoración Pérez Alarcon escrivia: «Ayer recibí una carta de Telefónica, en la que decía que nos iban a poner el teléfono en la Biblioteca…» i el 9 de gener de 1975: «… he visto que se preparaba por aquí una manifestación de los obreros de la Seat. Esto se ha hecho notar en la Biblioteca, pues han venido bastantes lectores menos y muchos de los que había han venido sus familiares a buscarlos.»
Durant la dècada dels anys 1980, el barri de Bellvitge tenia set biblioteques públiques i cinc de privades: la Biblioteca Popular de Bellvitge gestionada per la Diputació de Barcelona i dues biblioteques gestionades per la Generalitat de Catalunya: la biblioteca Joan Miró (1979 - originàriament Biblioteca Europa) i el Centre de Lectura Infantil i Juvenil Ramón Fernández Jurado (1985), totes amb conveni amb l'Ajuntament de la ciutat; també hi ha biblioteques privades d'ús públic, com la de la Caixa de Barcelona i la de l'Hospital de Bellvitge. Completen el mapa les diferents biblioteques escolars disseminades per tot el barri. El barri era ben dotat en comparació amb altres barris de la ciutat, però malgrat això, el concepte de biblioteca tradicional com a espai sacralitzat continuava imperant.
L'any 1988 la Biblioteca Popular de Bellvitge, arran de la proposta d'una programa de dinamització per part de l'Ajuntament, comença un servei de préstec de llibres a malalts de la Residència Prínceps d'Espanya.
Durant els anys 90 del segle xx, comencen el projectes per a reorganitzar la xarxa de biblioteques i de centralitzar tots els serveis en un sol edifici, amb millors prestacions. Això implica el tancament de la Biblioteca Joan Miró, del Centre de Lectura Infantil i Juvenil R. Fernández Jurado (tancat el 2007) i la biblioteca de la Caixa del carrer del Prado, tancat el 31 de desembre del 1993. Paral·lelment és va ampliar Biblioteca Popular de Bellvitge.